# Prosopocera cornifrons
Prosopocera cornifrons là một loài bọ cánh cứng trong họ Cerambycidae.